# Actissia
Actissia est un groupe éditorial français fondé en mai 2011 et disparu en décembre 2022, anciennement Direct Group France, spécialisé dans la distribution d'ouvrages via un réseau de boutiques, de sites internet et de catalogues. Son histoire est liée à celle de France Loisirs.

## Historique
Le 23 septembre 2011, DirectGroup France, cédé par Bertelsmann en juin de la même année au fonds d'investissement The Najafi Companies, change d’identité et devient Actissia, groupe de distribution multicanal spécialisé dans la culture, les loisirs et les services. Il est alors le n° 2 de la distribution de produits culturels avec notamment les marques France Loisirs, Chapitre.com et Le Grand Livre du mois. Avec 5,5 millions de clients, le groupe souhaite renforcer ses actifs dans le domaine des clubs (vente par correspondance) et de la vente en boutique et se donne alors pour objectif de consolider ses activités existantes, de déployer de nouvelles offres de produits et de services (autour du numérique notamment) et de renforcer ses canaux de vente (vente au détail, magasins, Internet, mobile).
Entre 2012 et 2014, Actissia se diversifie et s’articule alors autour de quatre pôles d’activités complémentaires avec un nombre croissant de marques et filiales.
En 2012, le groupe compte environ 4 500 collaborateurs et 250 points de vente, avec un chiffre d’affaires de 600 millions d'euros.
En février 2014, le réseau des librairies Chapitre est mis en faillite : sur 57 établissements, 34 ferment définitivement. Des activités complémentaires comme Loisirs Voyages sont tour à tour supprimées.
Le 13 mars 2015, l'entrepreneur Adrian Diaconu (à ne pas confondre avec le boxeur roumain du même nom), directeur de Rakuten Europe et ancien executive officer (15 ans) de Bertelsmann Group et président de Bertelsmann Services France (Arvato), via sa propre holding ITS, rachète le groupe Actissia au fonds d'investissement Najafi, via sa société d'investissement ITS.
Après des années de pertes de chiffre d’affaires et un placement en redressement judiciaire en décembre 2017 de France Loisirs et ses quatre filiales services, le tribunal de Commerce de Paris valide en fin d’année 2018 le plan de continuation présenté par France Loisirs. Ce plan repose sur un projet de transformation et redéploiement des activités, le soutien de l'ensemble des créanciers, l’apport de fonds supplémentaires par l’actionnaire unique, Adrian Diaconu, ainsi qu’un recentrage de France Loisirs sur le livre.
Dès lors, l’organisation d’Actissia se simplifie progressivement et le groupe se recentre.
Le groupe souffre de la pandémie de Covid-19. Le 15 décembre 2021, France Loisirs est racheté par la Financière Trésor du patrimoine.
Le 10 novembre 2022, le groupe Actissia est placé en liquidation judiciaire.